# Xplorair
L'Xplorair est un projet d'aéronef à décollage et atterrissage verticaux sans voilure tournante de l'ingénieur aéronautique Michel Aguilar, financé par la DGA et la DGCIS et soutenu par de multiples partenaires français du secteur aéronautique et spatial tels que Dassault Systèmes, EADS Innovation Works, MBDA, Altran Technologies, Sogeti, Turbomeca, COMAT Aerospace et l'Institut Pprime. Le but du projet, annoncé en 2007, est le développement d'un prototype dont le premier vol sous forme de drone est prévu pour 2017, suivi de la commercialisation d'une voiture volante dont un premier modèle monoplace pourrait voir le jour dans le courant de la décennie suivante.
Fin décembre 2019 le projet Xplorair est apparemment abandonné, probablement pour raison budgétaire.

## Développements initiaux
En 2002, Michel Aguilar, ingénieur aéronautique ISAE/ENSICA à la DGA alors âgé de 52 ans, prend sa préretraite pour s'établir comme auto-entrepreneur, afin de se consacrer au développement de son projet d'aéronef à décollage et atterrissage verticaux sans voilure tournante, cette dernière étant remplacée par un type de moteurs à réaction compact logé directement dans l'épaisseur des ailes, le thermoréacteur.
Une première maquette quadriplace est présentée en 2007. Le projet Xplorair est alors primé au Concours de l'Innovation Technologique Air et Espace en juin la même année, organisé par l'Aéro-Club de France. En 2008, Michel Aguilar crée l'association Xplorair afin de fédérer les compétences d'entreprises spécialisées et d'organisme d’études.

## Thermoréacteur
En 2011, le projet de thermoréacteur de Michel Aguilar reçoit une subvention de 1,5 million d'euros de l'État français répartie sur trois ans, sous l'égide du programme RAPID (régime d’appui à l’innovation duale) de la DGA et de la DGCIS, visant à soutenir les projets d'innovation stratégique à fort potentiel technologique des PME,. Un consortium d'entreprises françaises regroupant Turbomeca, COMAT Aerospace, et l'Institut Pprime est formé afin de valider la technologie.
Le thermoréacteur est un moteur à réaction de section carrée, hybride entre le pulsoréacteur et le statoréacteur, utilisant une combustion à volume constant (isochore) selon le cycle de Humphrey (en), dont l'efficacité thermodynamique est plus grande (environ 20 %) que la combustion à pression constante (isobare) du cycle de Brayton utilisé classiquement dans les turbomachines.
La chambre de combustion est alimentée via un conduit d'admission par de l'air sous pression en provenance d'un compresseur à palettes déporté, qui prélève l'air atmosphérique et le comprime de manière modérée dans un réservoir de transit. Cet air comprimé alimente la chambre de combustion ainsi que les divers systèmes d'injection de jets d'air contraires à l'écoulement.
Chaque thermoréacteur constitue une unité de propulsion aux dimensions suffisamment compactes (25 × 10 × 10 cm) pour être logée dans les ailes. Une unité de propulsion est prévue pour développer une poussée de 170 newtons. Le projet Xplorair monoplace intègre 20 thermoréacteurs : 7 dans chaque aile avant et 6 dans la pointe arrière de l'appareil. Lors des phases de décollage et d'atterrissage, il est prévu d'activer les 20 thermoréacteurs simultanément, pour une poussée totale de 3400 newtons. L'altitude de croisière de 2 500 mètres serait alors atteinte en 4 minutes pour une consommation de 15 kg de carburant. Un seul thermoréacteur au bout de chaque aile avant serait alors suffisant pour un vol de croisière à 200 km/h. L'utilisation simultanée de tous les thermoréacteurs lors d'un vol de croisière est possible et porterait la vitesse de l'aéronef à plus de 600 km/h, au prix d'une augmentation importante de la consommation de carburant.

## Effet Coandă et décollage vertical
En 2008 le projet est d'abord soutenu par Dassault Systèmes via le programme Passion for Innovation, EADS Innovation Works (le département R&D d'Airbus Group) et MBDA. Le programme évolue alors vers un concept d'aéronef monoplace à empennage papillon surnommé Colibri du fait qu'il décolle de façon oblique vers l'avant, comme un oiseau-mouche. Le cycle de Humphrey offrant une température des gaz brûlés en sortie des thermoréacteurs de plusieurs centaines de degrés inférieure au classique cycle de Brayton, le flux d'air émis à l'arrière de la voilure avant peut être orienté sur l'extrados de la voilure arrière, augmentant fortement la portance de cette dernière par effet Coandă, ce qui permet de limiter la superficie des ailes. Cette méthode est analogue à la technique d'hypersustentation par aile soufflée utilisée notamment sur le Breguet 941 our le prototype militaire Boeing YC-14.
Xplorair est également soutenu à partir de février 2013 par Altran Technologies, rejoint par Sogeti, qui développent les aérostructures et l'avionique de l'appareil monoplace baptisé PX200 (pour Personal Xplorair 200 km/h). Par rapport aux premières études, l'aérodynamique de la maquette évolue en profondeur, avec l'utilisation de l'effet Coandă sur l'extrados d'ailes arrière basculantes (tiltwings) lors des phases de décollage et d'atterrissage. Sogeti étudie également des solutions de réduction du bruit, notamment par réflexion acoustique sur gradients de vitesse dans l'écoulement de jet en sortie de tuyère des réacteurs, avec en prévision une réduction de 15 dB, c'est-à-dire une division de la puissance sonore d'un facteur 30.

## Effet Chilowski et réduction de la traînée
En 2014, la structure du PX200 évolue encore, avec l'utilisation lors des phases de croisière de l'effet Chilowski consistant à projeter un jet d'air mince sous pression, normal à l'écoulement, sur le nez et les bords d'attaque, couvrant ensuite l'essentiel de la surface mouillée par effet Coandă. Cette technique est une application à l'air de la technique sous-marine de supercavitation permettant aux torpilles telles que la Chkval russe de réduire considérablement leur traînée et d'accroître ainsi leur vitesse. Un effet Chilowski suffisamment important permet non seulement de réduire la traînée, mais encore de la rendre négative, c'est-à-dire que la force habituellement freinante participe alors à la propulsion.
Le 6 juin 2014, Michel Aguilar fonde la SARL ACG Aviation,.

## Effet de sol
La structure particulière du PX200 pourra également le faire bénéficier d'un effet de sol dynamique de type ekranoplan lors des phases de croisière à basse altitude au-dessus de la mer ou d'hypothétiques futures autoroutes aériennes spécialement conçues à cet effet, dans le but d'abaisser la consommation.

## Xplorair PX200
Le PX200 (Personal Xplorair 200 km/h) est le modèle monoplace de l'Xplorair actuellement en développement.
En 2013, une maquette de l’Xplorair PX200 à l’échelle 1/2 a été présentée au salon du Bourget. La présentation d'un drone télécommandé est prévue pour l’édition 2019. Le premier prototype monoplace doit par la suite être présenté, suivi d'une certification de l’aéronef pour une mise sur le marché entre 2020 et 2030. Des modèles biplace et quadriplace sont également à l'étude.
Les caractéristiques principales de l'Xplorair PX200 sont les suivantes :
- Dimensions : 3,70 × 2,70 × 1,30 m
- Poids à vide : 300 kg
- Vitesse de croisière : 200 km/h
- Altitude de croisière : 2 500 mètres
- Rayon d'action : 500 km
- Consommation : 15 litres pour 100 km
- Utilisation de biocarburant issue de l'algoculture. D'autres carburants pourraient aussi être utilisés, tels que kérosène, méthane, hydrogène.
- Utilisation d’écomatériaux, notamment de la fibre naturelle (bambou, lin…)

## Brevets
Michel Aguilar a déposé 10 demandes de brevets tant en France qu'à l'étranger sur l'Xplorair et son thermoréacteur :
- Brevet FR 2906222 , enregistré en septembre 2006, publié en mars 2008 - "Véhicule à voilure fixe à décollage et atterrissage vertical"

- Brevet FR 2991721 , enregistré en juin 2012, publié en décembre 2013 - "Procédé et thermoréacteur de propulsion mono-valve à injection et combustion multiples par cycle de rotation"

- Brevet FR 2910056 , enregistré en décembre 2006, publié en juin 2008 - "Turbomachine à compresseur volumique rotatif"

- Brevet FR 2971814 , enregistré en février 2011, publié en août 2012 - "Réacteur, notamment réacteur d'aéronef"

- Brevet FR 2983906 , enregistré en décembre 2011, publié en juin 2013 - "Procédé d'allumage thermique de moteur à combustion pulsée, ainsi que thermoréacteur à allumage thermique"

- Brevet FR 2941496 , enregistré en janvier 2009, publié en juillet 2010 - "Turbomachine à combustion isochore, détente totale et effet statoréacteur pulsé"

- Brevet FR 2945316 , enregistré en août 2009, publié en juillet 2010 - "Réacteur, notamment réacteur pour aéronef"

- Brevet EP 2066564 , enregistré en septembre 2007, accordé en septembre 2010 - "Véhicule a décollage et atterrissage vertical sans voilure tournante"

- Brevet FR 2960259 "Compresseur thermodynamique", enregistré en mai 2010, publié en novembre 2011 - TURBOCHARGER FOR USE IN E.G. TURBOJET ENGINE OF AIRCRAFT, HAS COMBUSTION CHAMBER SUPPLIED WITH COMPRESSED AIR BY OPENING THAT ALLOWS INTRODUCTION OF AIR IN CHAMBER, AND COMPRESSOR WHOSE AIR OUTLETS ARE OPENED IN INNER VOLUME OF RESERVOIR

- Brevet FR 2971553 , enregistré en février 2011, publié en août 2012 - "Procédé pour réduire la signature acoustique d'un réacteur de propulsion et réacteur à signature acoustique réduite »